# Under Great White Northern Lights
Under Great White Northern Lights è il secondo film documentario in DVD e il primo album live in Cd dei The White Stripes. Il film, è diretto da Emmett Malloy, ci sono documenti del tour in Canada del 2007 e contiene concerti dal vivo e filmati di off-stage (dietro le quinte). L'album raccoglie diverse incisioni provenienti da tutto il tour. L'album è stato pubblicato in DVD Blu-ray, CD, e LP a fianco l'album. Uno speciale cofanetto edizione è stata inoltre disponibili. Gli LP, DVD, e box set di CD sono stati pubblicati il 16 marzo 2010.

## Film
The White Stripes - Under Great White Northern Lights è stato presentato al Toronto International Film Festival il 18 settembre 2009. Il film, diretto da Emmett Malloy, contiene documenti filmati della band di tutto il tour dell'estate del 2007 in Canada. Contiene concerti dal vivo e filmati di off-stage. È quindi iniziata una sorta di amore per il Canada e hanno anche scelto di far debuttare negli schermi il loro film a Toronto. Il film si conclude con una versione di White Moon, interpretato da Jack White al pianoforte che lascia Meg White in lacrime.

## Album
L'album è stato registrato dal vivo durante il tour della band in tutto il Canada. Ed è disponibile sia come CD che come LP in vinile. L'album live contiene 16 tracce, e le stesse 16 tracce live sono anche nel LP in vinile, in più si può trovare un DVD documentario del tour in Canada. Se invece si possiede box set si può trovare anche un live del singolo "Icky Thump" nel lato A, mentre sul lato B "The Wheels On The Bus", contiene inoltre un book fotografico di 208 di fotografie del tour. Ed infine un DVD del 10º anniversario della band a Glace Bay, Nuova Scozia, intitolato "Under Nova Scotian Lights".

## Tracce
1. Let's Shake Hands
2. Black Math
3. Little Ghost
4. Blue Orchid
5. The Union Forever
6. Ball and Biscuit
7. Icky Thump
8. I'm Slowly Turning Into You
9. Jolene (Dolly Parton)
10. 300 M.P.H. Torrential Outpour Blues
11. We're Going to Be Friends
12. I Just Don't Know What to Do with Myself
13. Prickly Thorn, But Sweetly Worn
14. Fell in Love with a Girl
15. When I Hear My Name
16. Seven Nation Army

- Le tracce numero: 2, 6, 12 e 16 provengono dall'album Elephant
- Le tracce numero: 3 e 4 provengono dall'album Get Behind Me Satan
- Le tracce numero: 7, 8, 10 e 13 provengono dall'album Icky Thump
- Le tracce numero: 5, 11 e 14 provengono dall'album White Blood Cells
- La traccia numero: 15 proviene dall'album The White Stripes
- La traccia numero: 1 proviene dal CD singolo Let's Shake Hands
- La traccia numero: 9 è una cover di Dolly Parton proveniente dall'album Jolene

## Chart Album
| Chart                 | Posizione |
| --------------------- | --------- |
| Germany               | 41        |
| US Billboard 200      | 11        |
| US Alternative Albums | 3         |
| US Rock Albums        | 4         |

## Formazione
- Jack White - voce, chitarra, basso, piano
- Meg White - batteria e percussioni